# ديك سميث
ديك سميث (بالإنجليزية: Dick Smith)‏ (1 يناير 1889 المملكة المتحدة - 1 يناير 1939 ستوك أون ترينت المملكة المتحدة) هو لاعب كرة قدم بريطاني سابق كان يلعب كمهاجم.